# Śluza Zacisze
Śluza Zacisze – śluza wodna, komorowa, zlokalizowana na rzece Odra. Śluza położona jest we Wrocławiu, osiedle Zacisze. Stanowi ona jeden z elementów stopnia wodnego nazywanego Stopniem Wodnym Zacisze.

## Historia
Śluza została wybudowana i przekazana do eksploatacji 25 października 1917, w ramach inwestycji z zakresu hydrotechniki polegającej na budowie nowej drogi wodnej przeprowadzonej przez miasto w ramach Wrocławskiego Węzła Wodnego, tzw. Wrocławskiego Szlaku Głównego (Północnego).

## Charakterystyka
Śluza zlokalizowana jest na Kanale Żeglugowym. Lewy brzeg stanowi grobla rozdzielająca Kanał Żeglugowy od Kanału Powodziowego. Na koronie tej grobli przebiega Ulica Folwarczna. Prawy brzeg kanału zajmuje teren byłej Wrocławskiej Stoczni Rzecznej. Powyżej śluzy, a przed Śluzą Bartoszowice, przy kanale zlokalizowane są obiekty związane z żeglugą, m.in.: Przeładownia przy ulicy Betonowej, Port Przeładunkowy Paliw Płynnych, Wrocławska Stocznia Rzeczna, natomiast poniżej śluzy Kanał Żeglugowy łączy się ze Starą Odrą, którą przebiega dalszy odcinek szlaku żeglugowego. Poniżej śluzy przerzucona jest również przeprawa mostowa – Mosty Jagiellońskie.
Śluza ma wymiary: długość – 187,0 m, szerokość 9,6 m, głębokość na progu dolnym 2,91 m. Śluza spełnia wymagania Europejskiej klasyfikacji śródlądowych dróg wodnych żeglownych, według EKG ONZ – 1992 r. dla III klasy dróg wodnych żeglownych, natomiast dla Polskiej klasyfikacji śródlądowych dróg wodnych, spełnia wymagania stawiane IV klasie dróg wodnych. Do napełniania i opróżniania śluzy podczas śluzowania zastosowano system kanałów obiegowych: w głowie górnej zastosowano kanały o wymiarach 1,60 × 2,35 m, a głowie dolnej wykonano kanały obiegowe o wymiarach 1,95 × 2,0 m; jako zamknięcia kanałów obiegowych zastosowano zasuwy rolkowe. Śluza wyposażona jest w zamknięcia w postaci wrót stalowych, oraz w dodatkowe wrota przeciwpowodziowe od strony wody dolnej. Poprzednia śluza na szklaku wodnym: Śluza Bartoszowice, odległość 4,50 km; następna: Śluza Różanka, odległość 3,92 km. Stopień Wodny Zacisze jest nietypowy pod tym względem, że Śluza Zacisze i Jaz Zacisze, wchodzące w skład tego stopnia, pracują od siebie niezależnie. Stan wody górnej przed śluzą kształtowany jest bowiem na Stopniu Wodnym Bartoszowice, natomiast stan wody dolnej za śluzą, kształtowany jest na Stopniu Wodnym Różanka. Jaz Zacisze zlokalizowany na Kanale Powodziowym, steruje natomiast stanami wodny dla innych obiektów położonych nad kanałem, np. Kąpielisko Morskie Oko.